# 秦簡夫
秦簡夫（？—？），元朝大都（今北京）人，生平及生卒年俱不詳。
秦簡夫為元雜劇末期之劇作者，為元代中期以後，追隨關漢卿腳步，力求劇本結構緊湊、文辭本色之劇人，有別於王實甫、白樸、馬致遠等詩人雜劇作家之各逞詞才的作風。現存作品有《東堂老勸破家子弟》、《陶母剪髮待賓》、《孝義士趙禮讓肥》三種。

## 名稱
𥳑今作簡，故號秦簡夫，而秦𥳑夫名有歧異。